# El Vergel del Maíz
El Vergel del Maíz är en ort i Mexiko.   Den ligger i kommunen San Francisco Ixhuatán och delstaten Oaxaca, i den sydöstra delen av landet, 600 km sydost om huvudstaden Mexico City. El Vergel del Maíz ligger 10 meter över havet och antalet invånare är 161.
Terrängen runt El Vergel del Maíz är mycket platt. Runt El Vergel del Maíz är det ganska glesbefolkat, med 24 invånare per kvadratkilometer. Omgivningarna runt El Vergel del Maíz är en mosaik av jordbruksmark och naturlig växtlighet.